# Park and rail
Der Begriff Park and rail (engl. „Parken und Bahn fahren“) beschreibt ein Verknüpfungsprinzip in der Verkehrsplanung. Reisende können am Verknüpfungspunkt (in der Regel ein Fernbahnhof) ihr Fahrzeug auf reservierbaren Parkflächen abstellen und die Reise mit der Bahn fortsetzen. Im Gegensatz zum Park-and-ride-Prinzip ist dieses Angebot allerdings auf den Fernverkehr beschränkt und wird in der Regel von Verkehrsunternehmen als zusätzliche kostenpflichtige Leistung angeboten (ähnlich dem Park-and-fly-Prinzip). Vorteile für den Nutzer sind der Wegfall der Parkplatzsuche sowie ein schnelles und bequemes Umsteigen vom Auto in die Bahn.
In der Bundesrepublik Deutschland wird dieses Konzept seit 1972 unter dem Namen „Parken und Reisen“ umgesetzt.

## Bedingungen
Die Verknüpfung von Pkw und Fernzug ist im Allgemeinen sinnvoll, wenn folgende Bedingungen erfüllt sind:
- Die Kosten für die Fahrt zum Bahnhof sowie für das Abstellen des Fahrzeuges sind niedriger als die für eine Taxifahrt.
- Die Fahrt zum Fernbahnhof ist mit öffentlichen Verkehrsmitteln nicht oder nur mit hohem Zeitaufwand möglich.
- Das Fahrzeug wird am Zielort nicht benötigt.
- Sicheres Abstellen des Fahrzeugs ist möglich und es wird während der Reise nicht benötigt (beispielsweise vom Partner).
- Am Ende der Reise kehrt der Reisende wieder an den Ausgangsbahnhof zurück.

## Angebote
Mehrere große Verkehrsunternehmen bieten ihren Kunden das Parken in Bahnhofsnähe als zusätzliche Leistung an. Park&Rail ist ein Angebot der Deutschen Bahn, bei dem an etwa 50 größeren Bahnhöfen Kunden der Deutschen Bahn günstigere Tarife bei einer kostenpflichtigen Parkanlage erhalten. Abgerechnet wird nach der Zahl der Parktage (Tagestarif), Inhaber der Bahncard erhalten einen Rabatt.
Die Schweizer SBB und die Luxemburger Chemins de Fer Luxembourgeois bieten Tagestickets für das Parken unter dem Namen P+Rail und Park+Rail an.